# De la Rose
Yuberkis Gabriela Marie De la Rosa Bryan (Puerto Rico, 18 de septiembre de 2001), conocida artísticamente como De la Rose, es una cantante y compositora puertorriqueña.  Conocida por su voz melódica y dinámica, ha ganado popularidad por canciones como «¿Qué vas hacer hoy?» y «WYA (remix red)».
Comenzó su carrera en 2019, para años después convertirse en una colaboradora solicitada en el género urbano. Apareció en éxitos musicales como «Kyoto» y «¿Qué vas hacer hoy?» de Omar Courtz, además de resaltar por colaborar con otros artistas como Quevedo, De la Ghetto, Luar la L y Jay Wheeler. En 2023, firmó un contrato discográfico con Warner Music Latina.

## Carrera musical
Nacida y criada en Puerto Rico, De la Rose comenzó su trayectoria musical en 2019, versionando canciones de artistas como Juice WRLD y XXXTentacion, además de darse a conocer en el ámbito del freestyle. Sin embargo, fue en 2021 que lanzó su primer sencillo inédito titulado «Harley». Posteriormente se unió al sello discográfico House of Haze, lo que impulsaría su carrera al permitirle colaborar con figuras destacadas del género como Mora, Jay Wheeler, iZaak, Luar la L y Omar Courtz.
En 2023, De la Rose lanzó el sencillo «Kyoto» con Omar Courtz y Haze, que consiguió posiciones en listas de éxitos de Perú y España. En mayo de 2024 participó en el sencillo «WYA (remix red)» con J Abdiel, Yan Block, iZaak y Jay Wheeler, consiguiendo sus primeras certificaciones en España y Estados Unidos. En septiembre de ese año, De la Rose firmó con la compañía discográfica Warner Music Latina, para después colaborar nuevamente con Omar Courtz en el sencillo «¿Qué vas hacer hoy?» de su álbum Primera musa, alcanzando mayor reconocimiento internacional y posiciones en listas de demás países.

## Discografía

### Sencillos

#### Como artista principal
| Título                                                                         | Año  | Mejor posición en listas | Mejor posición en listas | Mejor posición en listas | Mejor posición en listas | Mejor posición en listas | Mejor posición en listas | Mejor posición en listas | Mejor posición en listas | Mejor posición en listas | Mejor posición en listas | Mejor posición en listas | Certificaciones                                      | Álbum                        |
| Título                                                                         | Año  | USA Bub.                 | USA Latin                | ARG                      | BOL                      | CHI                      | COL                      | ECU                      | ESP                      | GLO                      | ITA                      | PER                      | Certificaciones                                      | Álbum                        |
| ------------------------------------------------------------------------------ | ---- | ------------------------ | ------------------------ | ------------------------ | ------------------------ | ------------------------ | ------------------------ | ------------------------ | ------------------------ | ------------------------ | ------------------------ | ------------------------ | ---------------------------------------------------- | ---------------------------- |
| «Harley»                                                                       | 2021 | —                        | —                        | —                        | —                        | —                        | —                        | —                        | —                        | —                        | —                        | —                        |                                                      | Sencillos sin álbum          |
| «Purple»                                                                       | 2021 | —                        | —                        | —                        | —                        | —                        | —                        | —                        | —                        | —                        | —                        | —                        |                                                      | Sencillos sin álbum          |
| «Maya» (con Sharif Rafael)                                                     | 2021 | —                        | —                        | —                        | —                        | —                        | —                        | —                        | —                        | —                        | —                        | —                        |                                                      | Sencillos sin álbum          |
| «Condado»                                                                      | 2021 | —                        | —                        | —                        | —                        | —                        | —                        | —                        | —                        | —                        | —                        | —                        |                                                      | Sencillos sin álbum          |
| «AM a PM» (Seguí y De la Rose)                                                 | 2022 | —                        | —                        | —                        | —                        | —                        | —                        | —                        | —                        | —                        | —                        | —                        |                                                      | Sencillos sin álbum          |
| «De la nada» (Los G4, Rokero y De la Rose)                                     | 2022 | —                        | —                        | —                        | —                        | —                        | —                        | —                        | —                        | —                        | —                        | —                        |                                                      | Sencillos sin álbum          |
| «Maya (remix)» (De la Rose, Mora y Sharif Rafael)                              | 2022 | —                        | —                        | —                        | —                        | —                        | —                        | —                        | —                        | —                        | —                        | —                        |                                                      | Sencillos sin álbum          |
| «Nena buena» (Chanell y De la Rose)                                            | 2022 | —                        | —                        | —                        | —                        | —                        | —                        | —                        | —                        | —                        | —                        | —                        |                                                      | Sencillos sin álbum          |
| «Call Center» (Smash Hits y De la Rose con Super Solo y Mistel Kind)           | 2023 | —                        | —                        | —                        | —                        | —                        | —                        | —                        | —                        | —                        | —                        | —                        |                                                      | YKWGTS                       |
| «Kyoto» (Omar Courtz, De la Rose y Haze)                                       | 2023 | —                        | —                        | 76                       | —                        | —                        | —                        | —                        | 75                       | —                        | —                        | 25                       | - Promusicae: oro                                    | Sencillos sin álbum          |
| «Bien K» (Conep, Chen y De la Rose)                                            | 2024 | —                        | —                        | —                        | —                        | —                        | —                        | —                        | —                        | —                        | —                        | —                        |                                                      | Sencillos sin álbum          |
| «Comen dos» (Jory Boy, De la Rose y Los G4)                                    | 2024 | —                        | —                        | —                        | —                        | —                        | —                        | —                        | —                        | —                        | —                        | —                        |                                                      | Sencillos sin álbum          |
| «WYA (remix red)» (J Abdiel, De la Rose y Yan Block con Jay Wheeler y iZaak)   | 2024 | —                        | —                        | —                        | —                        | —                        | —                        | —                        | 30                       | —                        | —                        | —                        | - RIAA: ×2 platino (latino) - Promusicae: platino    | Sencillos sin álbum          |
| «3D» (Jhayco, Tivi Gunz y De la Rose)                                          | 2024 | —                        | —                        | —                        | —                        | —                        | —                        | —                        | —                        | —                        | —                        | —                        |                                                      | Le Clique: Vida Rockstar (X) |
| «Pidiendo saoco» (DIA y De la Rose)                                            | 2024 | —                        | —                        | —                        | —                        | —                        | —                        | —                        | —                        | —                        | —                        | —                        |                                                      | ITM: Summer, Vol. 2          |
| «Los fin de»                                                                   | 2024 | —                        | —                        | —                        | —                        | —                        | —                        | —                        | —                        | —                        | —                        | —                        |                                                      | Sencillos sin álbum          |
| «Slow» (Jovaan, De la Rose y Jay Wheeler con Lyanno)                           | 2024 | —                        | —                        | —                        | —                        | —                        | —                        | —                        | —                        | —                        | —                        | —                        |                                                      | Sencillos sin álbum          |
| «Malos hábitos» (Joyce Santana y De la Rose)                                   | 2024 | —                        | —                        | —                        | —                        | —                        | —                        | —                        | —                        | —                        | —                        | —                        |                                                      | Sencillos sin álbum          |
| «¿Qué vas hacer hoy?» (Omar Courtz y De la Rose)                               | 2024 | 20                       | 9                        | 7                        | 4                        | 6                        | 16                       | 9                        | 2                        | 23                       | 97                       | 3                        | - RIAA: ×5 platino (latino) - Promusicae: ×2 platino | Primera musa                 |
| «ETA (RMX)» (ROA, De la Rose y Luar la L con Yan Block y Omar Courtz)          | 2024 | —                        | —                        | —                        | —                        | —                        | —                        | —                        | —                        | —                        | —                        | —                        |                                                      | Private Suite (Vol. 2)       |
| «Cobro»                                                                        | 2024 | —                        | —                        | —                        | —                        | —                        | —                        | —                        | —                        | —                        | —                        | —                        |                                                      | Sencillos sin álbum          |
| «Ex Ass» (iZaak y De la Rose)                                                  | 2025 | —                        | —                        | —                        | —                        | —                        | —                        | —                        | —                        | —                        | —                        | —                        |                                                      | Sencillos sin álbum          |
| «Palgo»                                                                        | 2025 | —                        | —                        | —                        | —                        | —                        | —                        | —                        | —                        | —                        | —                        | —                        |                                                      | Sencillos sin álbum          |
| «Ninfo» (JC Reyes, De la Rose y MC Menor JP)                                   | 2025 | —                        | —                        | —                        | —                        | —                        | —                        | —                        | 5                        | —                        | —                        | —                        | - Promusicae: oro                                    | Nacer de nuevo               |
| «Nubes» (De la Rose y Omar Courtz)                                             | 2025 | —                        | 39                       | 27                       | —                        | —                        | —                        | —                        | 9                        | —                        | —                        | —                        |                                                      | Sencillos sin álbum          |
| «Natural (remix)» (Little Homie, De la Rose, Huan62 y Kris R.)                 | 2025 | —                        | —                        | —                        | —                        | —                        | —                        | —                        | —                        | —                        | —                        | —                        |                                                      | Sencillos sin álbum          |
| «Te colaboro (remix)» (Brray, Feid, De la Rose y Yan Block con NTG)            | 2025 | —                        | —                        | —                        | —                        | —                        | —                        | —                        | —                        | —                        | —                        | —                        |                                                      | Sencillos sin álbum          |
| «Aurora» (Mora y De la Rose)                                                   | 2025 | —                        | —                        | —                        | —                        | —                        | —                        | —                        | 5                        | —                        | —                        | —                        |                                                      | Lo mismo de siempre          |
| «5 minutos»                                                                    | 2025 | —                        | —                        | —                        | —                        | —                        | —                        | —                        | —                        | —                        | —                        | —                        |                                                      | Sencillo sin álbum           |
| «—» indica que el sencillo no fue lanzado o no se posicionó en ese territorio. |      |                          |                          |                          |                          |                          |                          |                          |                          |                          |                          |                          |                                                      |                              |

#### Como artista invitada
| Título                                                                  | Año  |
| ----------------------------------------------------------------------- | ---- |
| «Bien crazy» (Alex Pvbon con De la Rose y Bassyy)                       | 2022 |
| «De la nada (remix)» (Rokero, Luar la L y Los G4 con Juhn y De la Rose) | 2022 |

### Otras canciones enlistadas y certificadas
| Título                                                                         | Año  | Mejor posición | Certificaciones   | Álbum               |
| Título                                                                         | Año  | ESP            | Certificaciones   | Álbum               |
| ------------------------------------------------------------------------------ | ---- | -------------- | ----------------- | ------------------- |
| «Amaneció» (Quevedo, De la Rose y De la Ghetto)                                | 2024 | 15             | - Promusicae: oro | Buenas noches       |
| «Móntate, baby» (Myke Towers y De la Rose)                                     | 2025 | 80             |                   | Lyke Miike (Deluxe) |
| «To'a» (Dei V y De la Rose)                                                    | 2025 | 31             |                   | Los Flavorz         |
| «—» indica que el sencillo no fue lanzado o no se posicionó en ese territorio. |      |                |                   |                     |

### Otras apariciones en álbumes
| Título                                                          | Año  | Álbum                           |
| --------------------------------------------------------------- | ---- | ------------------------------- |
| «Por última vez» (Keko Musik, Pierluisi y De la Rose con Rubee) | 2021 | La última ola                   |
| «Tírame pa' prender» (Nayhlo, Nekxum y De la Rose)              | 2022 | Guagua escolar                  |
| «La vuelta» (Siggy, Keyshita y Cory Gnz con De la Rose)         | 2022 | Uno x ciento                    |
| «Sustancias» (Los G4, De la Rose e Illey con Go Get Music)      | 2023 | Certified                       |
| «11:12» (ROA y De la Rose)                                      | 2023 | Private Suite (Vol. 1/Reloaded) |
| «Gym Girl» (Sech y De la Rose)                                  | 2024 | Tranki, todo pasa               |
| «Sudor» (Tiago PZK, De la Rose y iZaak)                         | 2025 | Gotti B                         |

## Premios y nominaciones
| Premio                   | Año  | Categoría                  | Nominación a                                                     | Resultado | Ref.          |
| ------------------------ | ---- | -------------------------- | ---------------------------------------------------------------- | --------- | ------------- |
| Premios Heat Latin Music | 2025 | Mejor artista región norte | Ella misma                                                       | Nominada  | [ 20 ]        |
| Premios Tu Música Urbano | 2025 | Artista emergente femenino | Ella misma                                                       | Ganadora  | [ 21 ] [ 22 ] |
| Premios Tu Música Urbano | 2025 | Colaboración del año       | «¿Qué vas hacer hoy?» (con Omar Courtz)                          | Ganadora  | [ 21 ] [ 22 ] |
| Premios Tu Música Urbano | 2025 | Remix del año              | «WYA (remix red)» (con J Abdiel, Yan Block, iZaak y Jay Wheeler) | Nominada  | [ 21 ] [ 22 ] |
| Premios Tu Música Urbano | 2025 | Remix del año              | «ETA (RMX)» (con ROA, Luar la L, Yan Block y Omar Courtz)        | Nominada  | [ 21 ] [ 22 ] |